# Tears of the Sun
Tears of the Sun (no Brasil: Lágrimas do Sol, em Portugal: Operação Especial) é um filme de guerra estadunidense de 2003, representando uma missão de resgate dos Navy SEALs em meio a uma guerra civil na Nigéria. Tenente A.K. Waters (Bruce Willis), comanda a equipe enviada para resgatar a Dra. Lena Fiore Kendricks (Monica Bellucci). O filme foi dirigido por Antoine Fuqua.
Willis produziu Tears of the Sun através da Cheyenne Enterprises, empresa de produção histórica, e tomou o título de um dos primeiros sub-título de Live Free or Die Hard, o quarto filme da série Die Hard.

## Enredo
A história tem início quando ocorre na Nigéria um golpe militar. O presidente deposto era integrante de uma das várias etnias existentes. Sendo assim, as etnias inimigas formaram uma milícia que com o uso da força, o depôs e o assassinou logo depois de ter tomado o poder, iniciou uma limpeza étnica no país e com isso uma Guerra civil.
Logo após tomarem consciencia desse fato, vários países tiveram a iniciativa de resgatarem seus cidadãos que estavam na Nigéria, entre eles os Estados Unidos. Para essa missão é enviado o oficial veterano da Marinha Americana, o Ten. A.K. Waters e sua equipe de elite que tem como objetivo resgatar a médica voluntária americana Lena Hendricks que lá estava para auxiliar os civis feridos pela guerra sangrenta.
A.K Waters imaginava que seria mais uma simples missão mas ao chegar lá deparou com um grande problema. Lena Hendricks, convicta aos seus princípios, se recusou a ser resgatada se não fosse junto com ela todos aqueles que se encontravam no hospital com condição de se locomover, principalmente as crianças. Devido a essa prerrogativa, o comandante desobedecendo todas as ordens de seus superiores inicia uma nova missão: uma perigosa jornada pela floresta nigeriana na tentativa de proteger, nao só a medica, mas também todos os refugiados até chegarem na fronteira com Camarões, onde estariam salvos.
Mas o caminho se torna bem tortuoso pois um grupo de guerrilheiros passa a seguir-los com o objetivo de matar todos.

## Trilha sonora
A música principal do filme se chama Kopano Part III, produzida por Hans Zimmer e é cantada por Lebo M.

## Elenco
- Bruce Willis - Tenente A.K. Waters
- Monica Bellucci - Dra. Lena Hendricks
- Cole Hauser - Atkins
- Johnny Messner - Lake
- Eamon Walker - Zee
- Malick Bowens - Idriss Sadique
- Rodney Charles - Christian Marwah
- Paul Francis - Médico
- Jimmy Jean-Louis - Gideon
- Pierrino Mascarino - Padre Gianni
- Fionnula Flanagan - Freira Grace
- Tom Skerritt - Bill Rhodes
- Peter Mensah - Terwase
- Nick Chinlund- Slow
- Chad Smith- Fle
- Charles Ingram - Silk